# Prix de Rome (France)
Pour les articles homonymes, voir Prix de Rome (homonymie).
Le prix de Rome ou Grand Prix est un concours artistique fondé par Jean-Baptiste Colbert en 1663 et organisé par l'Académie royale de peinture et de sculpture de l'Ancien Régime permettant aux artistes de se former en Italie pendant trois ans et quatre mois. Les modalités du concours évoluent à partir de la Révolution française.
L'Académie de France à Rome est inaugurée en 1666. Le séjour des lauréats a lieu dans le palais Mancini puis à la villa Médicis à partir de 1803. Sous l'Ancien Régime, le Surintendant des Bâtiments du roi avait le pouvoir d'attribuer la pension à quelques protégés. Ainsi, tous les pensionnaires n'étaient pas strictement lauréats du concours.
Il faut alors parler, s'agissant des concours, de « grand prix d'architecture », « de peinture », « de sculpture » et, s'agissant du séjour à Rome, de « pension royale », les artistes se désignant alors comme « pensionnaires ».
Le concours d'attribution des prix de Rome a été supprimé à la suite des événements de « Mai 68 » par André Malraux.

## Historique

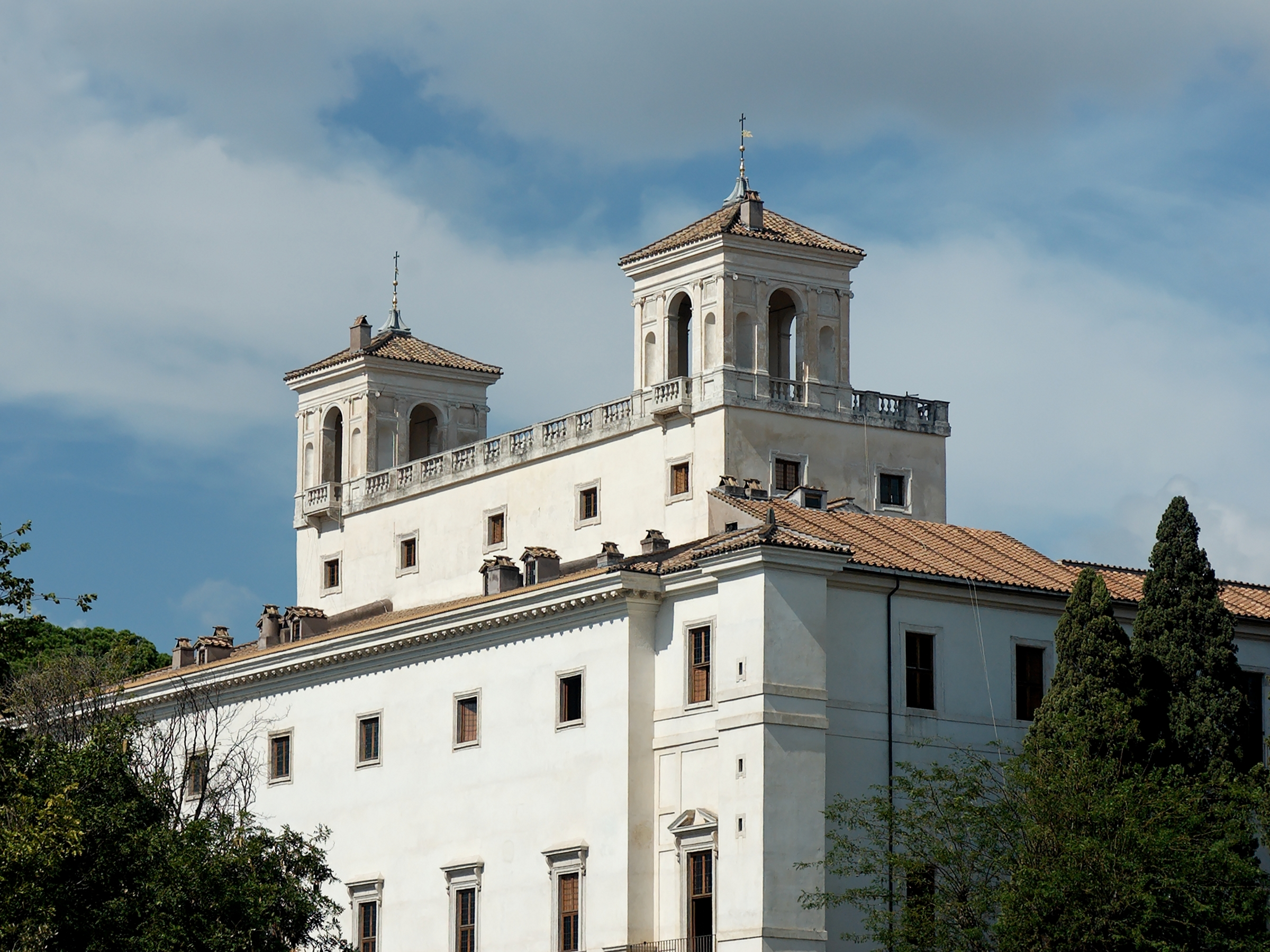
La villa Médicis à Rome en 2006.

### Création et modification du prix de Rome
Les grands prix de peinture et de sculpture sont créés en 1663 en France sous le règne de Louis XIV, ils ne sont au départ qu'assortis de bourses et de cadeaux. Ce concours est organisé chaque année par l’Académie royale de peinture et de sculpture (deux fois en 1663) et est ouvert à ses élèves, patronnés par les académiciens. Ces prix sont des recommandations de l'Académie : seul le directeur des Bâtiments, Arts et Manufactures du roi possède le pouvoir d'envoyer ou non l'un de ces primés en Italie. Dès lors, il existe de nombreuses attributions de prix qui n'entraînent pas systématiquement un séjour à Rome. Ce n'est qu'en 1664 que le roi fait « promesse » aux lauréats d'une pension pour un « séjour à Rome ». Les premiers peintres et sculpteurs séjournent à partir de février 1666 dans un bâtiment fondé par Jean-Baptiste Colbert, l'Académie de France à Rome, en y bénéficiant d'une pension, et dirigé par Charles Errard. L'artiste y réside pour une durée variant de deux à quatre ans, afin de se former au contact des modèles de l'Antiquité et de l'Italie renaissante, considérée comme la « terre des arts ». Ce séjour comprend au départ le voyage, une expérience en soi, que l'on nommera plus tard le Grand Tour ; les élèves partaient à plusieurs, et arrivés sur place, ne limitaient pas leurs « expériences » à la seule ville romaine. Le séjour pouvait être prolongé si le directeur de l’institution le jugeait utile. Certaines années, comme en 1709, le directeur de l'Académie romaine se retrouve seul, sans étudiants.
Le grand prix d'architecture est organisé à partir de 1720 par l'Académie royale d'architecture sur le même modèle.
L'Académie de France a eu plusieurs sièges successifs à Rome dont, au XVIIIe siècle, le palais Mancini, avant de se fixer définitivement à la villa Médicis en 1803.
Après la suppression des Académies royales, la mise à sac du palais Mancini par les Romains en 1793, et l'interruption des concours entre 1794 et 1796 (en raison de la guerre et de l'impossibilité de se rendre en Italie), les concours reprennent en 1797 sous la houlette du nouvel Institut de France, qui remplace les anciennes académies. Les concours de peinture, sculpture et architecture sont recréés et sont ajoutés la composition musicale en 1803, la gravure en taille douce en 1804 et le prix du paysage historique en 1817 (supprimé en 1861). Le « logiste », lauréat du « premier grand prix », est envoyé pour trois ans à l'Académie de France à Rome. Des deuxièmes premiers grands prix et des seconds grands prix sont aussi accordés, mais ils ne permettaient pas normalement de partir à Rome, sauf de manière exceptionnelle et pour une durée moindre.
Les femmes ont pu concourir au prix de Rome à partir de 1903, grâce notamment à l'action militante intense de la sculptrice Hélène Bertaux ; la première lauréate du grand prix est la sculptrice Lucienne Heuvelmans, en 1911. En 1913, Lili Boulanger devient la première femme titulaire de la catégorie composition musicale,.
Le concours a été momentanément interrompu pendant la Première Guerre mondiale (1915-1918) puis pendant la Seconde Guerre mondiale.

### Suppression du prix de Rome
Le concours est supprimé en 1968 par André Malraux. Cette compétition est, depuis, remplacée par une sélection sur dossier et les Académies, réunies au sein de l’Institut de France, ont été supplantées par l’État et le ministère de la Culture. Dès lors, les pensionnaires n’appartiennent plus seulement aux disciplines traditionnelles (peinture, sculpture, architecture, gravure sur médailles ou sur pierres fines, composition musicale), mais aussi à des champs artistiques jusque-là négligés ou nouveaux (littérature, audiovisuel, restauration des œuvres d’art) ; des domaines bien entendu transdisciplinaires, moins corsetés qu'autrefois. Les pensionnaires sont sélectionnés sur dossier. En 1984 le concours d'entrée s'ouvre aux étrangers ; sur dix-neuf candidatures, deux bourses sont alors attribuées à des étrangers (Kimi Satō, compositrice japonaise, et Antoni Ros Blasco, peintre catalan). Les pensionnaires se voient accorder la possibilité de se perfectionner pendant un séjour de six à dix-huit mois (exceptionnellement deux ans) à l’Académie de France à Rome (actuellement hébergée par la Villa Médicis ou même extra muros).

## Le prix de Rome des États de Bourgogne
Entre 1767 et 1787, l'école de dessin de Dijon dirigée par François Devosge instaura son propre prix de Rome, le prix de Rome des États de Bourgogne, dont sept artistes les peintres Bénigne Gagneraux, Jean-Claude Naigeon, Pierre Paul Prud'hon, et les sculpteurs Claude Renaud, Antoine Bertrand, Pierre Petitot et Nicolas Bornier, tous élèves de Devosge, furent lauréats.

## «Nouveau Prix de Rome» et parrainage des pensionnaires
Un « Nouveau Prix de Rome » est mis en place à partir de l'année 2014. Il s'agit d'« une personnalité française reconnue du monde des lettres, des arts et des sciences choisie par le jury de sélection des pensionnaires pour accompagner le parcours des pensionnaires d'une promotion et pour développer le dialogue entre artistes et disciplines de la création », et cette personne peut donc en fait être considérée comme le « parrain » ou la « marraine » de la promotion.
Dans le rapport sénatorial d'information, fait au nom de la commission des finances, en 2016, il est souligné que « le titre “Nouveau Prix de Rome” paraît maladroit en ce qu'il crée une confusion entre ce “parrain” d'une promotion et les pensionnaires eux-mêmes » et que « le rôle que doit jouer cette personnalité auprès des pensionnaires ne semble pas défini avec beaucoup de précision. » De plus, « la désignation de ce “parrain” s'accompagne d'un versement au récipiendaire de 15 000 euros. »
- Personnalités « Nouveau Prix de Rome » :
  - 2014-2015 : Giorgio Agamben[13] ;
  - 2015-2016 : Yves Coppens[14].

Cette nouveauté « donn[e] des résultats nuancés qui tiennent pour une grande part au degré d’engagement et de mobilisation de la personnalité retenue. » Il est donc décidé qu'à partir de la promotion 2016-2017, chaque pensionnaire sera accompagné individuellement par une marraine ou un parrain.

## Liste des lauréats

### Architecture
Le prix de Rome en architecture est créé en 1720.

### Peinture
Eugène Delacroix, Édouard Manet, et Edgar Degas font partie des artistes qui tentèrent le prix de Rome et n’obtinrent jamais la moindre récompense. Jacques-Louis David tenta de se suicider après son deuxième échec, et Thomas Couture s’y est repris à sept fois jusqu'en 1839, sans jamais remporter le premier prix.
Sous-catégorie du concours de peinture, le concours de paysage historique ne se déroulait que tous les quatre ans. Inauguré en 1817, il fut supprimé en 1863.

### Gravure
Le prix de gravure en taille-douce a été créé en 1804 : en principe, le concours de gravure en taille douce a lieu tous les deux ans et, pour le prix de gravure en médaille et pierre fine ouvert l'année suivante (mais qui dépendait sous l'Ancien régime du prix de sculpture), tous les quatre ans. Ils sont supprimés en 1968 par décision d’André Malraux, ministre de la Culture.
Toutefois on trouve mention d'un prix en 1668 pour Première conquête de la Franche-Comté par Leclère, graveur sur un dessin, « troisième prix, [qui] dessinera gratuitement pendant un an et [sera] envoyé à Rome car Jean Jouvenet avait exécuté l'un de ses dessins en tableau ».

### Composition musicale
Le prix de Rome en musique date de 1803. Cinq récompenses étaient attribuées, dans l’ordre suivant : premier grand prix, deuxième premier grand prix, second grand prix, deuxième second grand prix, mention.
Le premier tour du concours, jusque dans les années 1830, consistait en l'écriture d'exercices de contrepoint et fugue. Dans un second temps, il consistera en l'écriture d'une fugue à quatre parties et d'un chœur avec orchestre sur des vers imposés. Le second tour requiert l'écriture d'une cantate pour voix soliste et orchestre. La forme s'étoffe à deux personnages à partir de 1831 puis se fixe à trois protagonistes à partir de 1839 et jusqu'à la fin de l'histoire du Prix de Rome. La durée de mise en loge passe de 25 à 30 jours à la fin du XIXe siècle car la complexité de l'orchestration moderne et les dimensions du livret poétique imposé nécessitaient un temps de réalisation plus long que par le passé.
Souvent accusé d'inutilité, de partialité ou encore d'académisme réactionnaire, le concours a cependant donné lieu à des œuvres aussi variées que magistrales, en dehors de celles écrites pour la sélection, parmi lesquelles le Te Deum et Don Procopio de Bizet, les Impressions d'Italie de Charpentier, La Damoiselle élue de Debussy, le Psaume 116 de Schmitt, ou encore Faust de Gounod dont le début a été composé à la villa Médicis.
La Villa Médicis était un lieu uniquement réservé aux hommes. D'ailleurs, Lili Boulanger est la première femme de l'Histoire du Prix de Rome en composition musicale à recevoir ce prix en 1913. Elle fut même installée en ville et non dans la villa même.
Fait anecdotique, de nombreux grands artistes ont échoué à ce concours. C'est par exemple le cas de Claude Debussy qui a échoué une première fois avant de réussir l'année suivante en 1883. C'est également le cas de Maurice Ravel qui a tenté le concours 5 fois sans jamais n'être récompensé. Il composera tout de même le célèbre morceau Bolero.

### Discographie
Depuis 2009, le Palazzetto Bru Zane - Centre de musique romantique française publie une série d'enregistrements consacrée aux musiques composées dans le cadre du concours du Prix de Rome de composition musicale et du séjour à la villa Médicis (lire en ligne : « CD: le catalogue du Palazzetto Bru Zane », sur Bru Zane (consulté le 10 avril 2020)). On trouve également de nombreux documents sur le site de ressources en ligne de l'institution (Bru Zane Mediabase) à la page consacrée à cette thématique.

### Prix de Rome décernés par d'autres pays
- Prix de Rome américain (Rome Prize)
- Prix de Rome belge
- Prix de Rome canadien
- Prix de Rome néerlandais